# Víkarbyrgi
Víkarbyrgi egy település Feröer Suðuroy nevű szigetén. Közigazgatásilag Sumba községhez tartozik. Napjainkra gyakorlatilag elnéptelenedett. A szomszédos Hamrabyrgi is a település részének számít.

## Földrajz
Víkarbyrgi és Hamrabyrgi a Víkarfjørður nevű öböl partján fekszik, és egy patak választja el őket egymástól. Az öböl bejáratánál található a Baglhólmur nevű apró sziget.

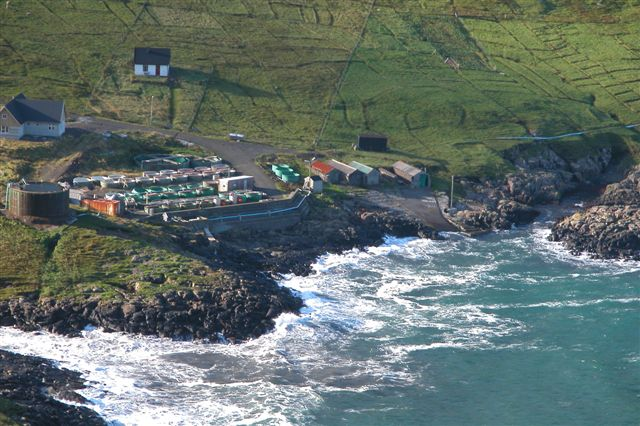
Víkarbyrgi kikötője

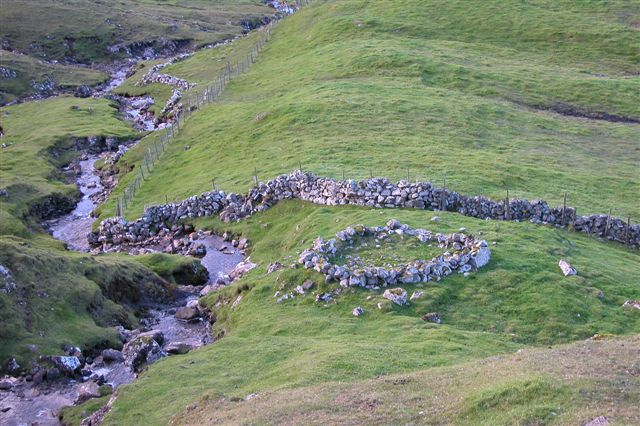
Romok

## Történelem
A Baglhólmur neve kelta eredetű. Valószínűleg ír szerzetesek éltek itt, már a vikingek érkezése előtt.
A 14. században a fekete halál az egész települést elpusztította, egyetlen asszonyt élte túl a járványt.

## Népesség
A pestis pusztítása után a település sokáig lakatlan volt, csak 1830-ban népesült be újra.
Az 1980-as évek óta nincsenek állandó lakók, csak a nyári hónapokban van élet a faluban.
| Év              | Lakosság |
| --------------- | -------- |
| 1834            | 13       |
| 1906            | 40       |
| 1970            | 22       |
| 1986. január 1. | 7        |
| 1991. január 1. | 4        |
| 1996. január 1. | 4        |
| 2001. január 1. | 2        |
| 2006. január 1. | 1        |

## Közlekedés
A falut 1977-ben kapcsolták be a sziget közúthálózatába, ezzel az utolsó feröeri település volt, amely közúti kapcsolatot kapott. A települést nyugat felé hagyja el az út, amely felkapaszkodik a hegyre, és belecsatlakozik a Sumba és Lopra közötti régi útba.

## Fordítás
- Ez a szócikk részben vagy egészben a Víkarbyrgi című német Wikipédia-szócikk ezen változatának fordításán alapul.  Az eredeti cikk szerkesztőit annak laptörténete sorolja fel. Ez a jelzés csupán a megfogalmazás eredetét és a szerzői jogokat jelzi, nem szolgál a cikkben szereplő információk forrásmegjelöléseként.

## Külső hivatkozások
- faroeislands.dk – fényképek és leírás (angol)
- Flickr - fényképek (angol)
- Panorámakép a domboldalból[halott link] (dán)
- Víkarbyrgi, fallingrain.com (angol)